# ソユーズTM-29
ソユーズTM-29 (Союз ТМ-29 / Soyuz TM-29) は、宇宙ステーション・ミールへの往来を目的とした、38回目の有人ミッションである。コールサインは「デルベーント」。
ソユーズTM-29には3名の宇宙飛行士が乗り込み、ミールとドッキングした。2人分のシートがフランスとスロバキアに売却されたため、ロシア人の宇宙飛行士はアファナシェフただ1人だった。このため、ソユーズTM-28で帰還する予定だったアヴデエフはもう一期滞在することとなった。

## 乗組員

### 打上げ時
- ヴィクトル・アファナシェフ (3) -  ロシア
- ジャン＝ピエール・エニュレ (2) -  フランス
- イヴァン・ベラ (1) -  スロバキア

### 帰還時
- ヴィクトル・アファナシェフ (3) -  ロシア
- セルゲイ・アヴデエフ (3) -  ロシア
- ジャン＝ピエール・エニュレ (2) -  フランス